# ハビング (小惑星)
ハビング (5037 Habing) は、小惑星帯の小惑星である。パロマー天文台のトム・ゲーレルスとライデン天文台のファン・ハウテン夫妻が発見した。
オランダ人の天文学者ハルム・ハビングに因んで名付けられた。